# Robert Penn Warren
Pour les articles homonymes, voir Warren.
Œuvres principales
- Les Fous du roi, Tous les hommes du roi (version intégrale) (1946)
- L'esclave libre (1956)
- La Grande Forêt (1961)
- Un endroit où aller (1977)

Robert Penn Warren, né le 24 avril 1905 à Guthrie (Kentucky) et mort le 15 septembre 1989 à Stratton (Vermont), est un écrivain américain.
C’est l'un des fondateurs de la Nouvelle Critique (New Criticism). Il est également membre fondateur de la Fellowship of Southern Writers (Association des écrivains du Sud). En 1935, avec Cleanth Brooks, il crée la revue littéraire The Southern Review. Il reçoit en 1947 le prix Pulitzer du roman pour son plus célèbre roman Les Fous du roi (All the King's Men, 1946), puis le prix Pulitzer de la poésie en 1957 et 1979. Il est le seul homme de lettres à avoir été récompensé dans ces deux catégories.
En 1957, il est lauréat du prix de Rome américain (Rome Prize) en littérature.

## Biographie

### Jeunesse
Warren est né à Guthrie, dans le Kentucky, près de la frontière avec le Tennessee, de Robert Warren et Anna Penn. La famille de sa mère avait de profondes racines en Virginie et a notamment donné son nom à la communauté de Penn’s Store dans le comté de Patrick ; elle descendait de Abram Penn, un soldat, homme politique et propriétaire terrien ayant combattu lors de la révolution américaine. Robert Penn Warren est diplômé du lycée de Clarksville dans le Tennessee, de l’université Vanderbilt en 1925 (avec les honneurs et il y est membre des Phi Betta Kappa, un club réservé aux élèves brillants), puis de Berkeley en Californie en 1926. Il poursuit ses études à Yale de 1927 à 1928, puis en 1930 il obtient son diplôme de lettres au New College d’Oxford en Angleterre où il étudie grâce à la bourse Rhodes. Il se voit offrir la bourse Guggenheim pour aller étudier en Italie en 1939-1940, sous Mussolini. La même année, il commence sa carrière d’enseignant à Southwestern College (aujourd’hui Rhodes College), à Memphis.

### Carrière
Alors qu’il étudie à l’université Vanderbilt, Warren s’associe à un petit groupe de poètes connus sous le nom des « Fugitifs » (ils avaient créé une revue littéraire intitulée The Fugitive dans laquelle ils mettaient en avant certaines de leurs œuvres). Plus tard, dans les années 1930, il se joint à certains anciens contributeurs de cette revue pour former un groupe d’écrivains en faveur d’une politique agrarienne pour les États du Sud : les Southern Agrarians. Il contribue au manifeste agrarien I’ll Take My Stand avec le texte « The Briar Patch », au côté de onze autres poètes et écrivains du Sud (dont ses anciens camarades de Vanderbilt, John Crowe Ransom, Allen Tate et Donald Davidson).
Dans « The Briar Patch », le jeune Warren défend la ségrégation raciale, en accord avec la ligne traditionnelle conservatrice des agrariens, bien que Davidson ait jugé ses positions trop progressistes dans cet essai et suggéré d’exclure le texte du manifeste. Cependant, Warren revoit sa position dans un article consacré au Mouvement des Droits civiques, intitulé « Divided South Searches its Soul » et publié dans le numéro du 9 juillet 1956 du magazine Life. Un mois plus tard, Warren publie une version plus développée de l’article dans un petit livre intitulé Segregation: The Inner Conflict in the South. Dès lors, sa position en faveur de l’intégration raciale lui vaut beaucoup d’attention. En 1965, il publie Who Speaks for the Negro?, un ouvrage regroupant des interviews de grandes figures du Mouvement pour les Droits civiques comme Malcolm X et Martin Luther King, et s’éloigne donc encore plus politiquement de la ligne de pensée tranditionaliste de ses camarades agrariens tels que Tate, Cleanth Brooks, et surtout Davidson. Ces interviews avec les principaux acteurs du Mouvement des Droits civiques sont encore consultables à l’université du Kentucky, dans le Louie B. Nunn Center for Oral History.
L’œuvre la plus célèbre de Robert Penn Warren est le roman Tous les hommes du roi, pour lequel il reçoit le prix Pulitzer de la fiction en 1947. L’un des principaux personnages du texte, Willie Stark, n’est pas sans rappeler Huey Pierce Long (1893-1935), le gouverneur populiste radical de Louisiane, que Warren a eu tout le loisir d’observer quand il enseignait à Baton Rouge, à l’université de Louisiane, de 1933 à 1942. Tous les hommes du roi a été adapté en film à succès, avec Broderick Crawford, et remporta l’Oscar du meilleur film en 1950. Une autre adaptation voit le jour en 2006, par le réalisateur/scénariste Steven Zaillian, avec Sean Penn dans le rôle de Willie Stark et Jude Law dans celui de Jack Burden. L’opéra Willie Stark, composé par Carlisle Floyd, avec un livret inspiré du roman de Warren, a été joué pour la première fois en 1981.
En 1944-1945, Warren officie comme Consultant en poésie de la Bibliothèque du Congrès (ce qu’on appelle aujourd’hui le Poet Laureate, « poète national »). Il remporte deux fois le prix Pulitzer de la poésie en 1958 pour Promises: Poems 1954-1956, puis en 1979 pour Now and Then. Promises a également remporté le National Book Award for Poetry.
En 1974, le National Endowment for the Humanities, un célèbre organisme d’État engagé dans le domaine des arts, des sciences sociales et de la littérature, le sélectionne pour le Jefferson Lecture, une intervention publique à Washington, qui représente le plus grand honneur qu’un homme de lettres peut recevoir du gouvernement fédéral. L’intervention de Warren s’intitule « Poetry and Democracy » et est ensuite publiée sous le même titre,. En 1977, Warren reçoit le St Louis Literary Award, un prix attribué par l’université de Saint-Louis,. En 1980, il est décoré de la Médaille présidentielle de la Liberté par le président Jimmy Carter. En 1981, il reçoit le prix MacArthur. Le 26 février 1986, il est choisi pour être le premier Poet Laureate (poète national) des États-Unis. En 1987, il est décoré de la National Medal of Arts.
Avec Cleanth Brooks, il coécrit Understanding Poetry, un manuel de littérature très influent. Il fut suivi par d’autres manuels similaires, tous coécrits, dont Understanding Fiction qui fut encensé par Flannery O’Connor, la grande romancière spécialiste du Southern Gothic, et Modern Rhetoric qui adopte une approche tenant du New Criticism.

### Vie personnelle
Il se marie une première fois avec Emma Brescia (1902-1969). Son second mariage, avec Eleanor Clark (1913-1996), a lieu en 1952. Ils ont deux enfants, Rosanna Phelps Warren (1953) et Gabriel Penn Warren (1955). Pendant qu’il occupe son poste de titulaire à l’université de Louisiane, il réside à Twin Oaks (une résidence aujourd’hui classée au registre national des lieux historiques), à Prairieville. Il passe ensuite le reste de sa vie à Fairfield, dans le Connecticut, et à Stratton, dans le Vermont, où il meurt des complications d’un cancer des os. Il est enterré à Stratton et, à sa demande, un mémorial est érigé dans le carré réservé à la famille Warren, dans le cimetière de Guthrie, sa ville natale.

### Héritage
En avril 2005, le service postal des États-Unis a fait imprimer un timbre commémoratif pour le centième anniversaire de la naissance de Penn Warren. Lancé à la poste de Guthrie, ville natale de Penn Warren, le timbre le représente tel qu’il apparaît sur une photographie de 1948, avec en arrière-plan une scène de meeting politique faisant référence à Tous les hommes du roi. Ses enfants, Gabriel et Rosanna Warren, étaient présents lors de la cérémonie.
L’université Vanderbilt abrite le Robert Penn Warren Center for the Humanities (Centre Robert Penn Warren de lettres et sciences sociales) qui est financé par le département des Arts et des Sciences. Il a été créé en janvier 1988 et a obtenu en 1989 une subvention de  480 000 dollars de la part du National Endowment for the Humanities, un organisme gouvernemental indépendant finançant la recherche, l’enseignement, et des événements liés au domaine des lettres et sciences sociales. Le centre Robert Penn Warren promeut la recherche interdisciplinaire et l’étude des lettres, des sciences sociales et des sciences naturelles.
Le lycée Clarksville que Robert Penn Warren fréquentait, dans le Tennessee a été réaménagé en complexe résidentiel en 1982 et renommé le complexe Penn Warren en 2010.

## Œuvres

### Romans
- Night Rider (1939) Publié en français sous le titre Le Cavalier de la nuit, traduit par Michel Mohrt, Paris, Delamain et Boutelleau, 1951 ; réédition, Paris, 10/18, coll. « Littérature étrangère » no 5835, 2023  (ISBN 978-2-264-08199-5)
- At Heaven's Gate (1943) Publié en français sous le titre Aux portes du ciel, traduit par Jean-Gérard Chauffeteau, Paris, Delamain et Boutelleau, 1952
- All the King's Men (1946) Publié en français sous le titre Les Fous du roi, traduit par Pierre Singer, Paris, Delamain et Boutelleau, 1950 ; réédition, Paris, LGF, coll. « Le Livre de poche » no 2338, 1968 ; réédition, Paris, Stock, coll. « Bibliothèque cosmopolite » no 3, 1979  (ISBN 2-234-01088-8) ; réédition, Paris, LGF, coll. « Le Livre de poche. Biblio » no 3087, 1987  (ISBN 2-253-04325-7) ; réédition, Paris, Phébus, coll. « D'aujourd'hui. Étranger », 1998  (ISBN 2-85940-558-5) ; réédition, Paris, Les Belles Lettres, coll. « Domaine étranger », 2015   (ISBN 2-251-21021-0) ; réédition revue, corrigée et complétée sous le titre Tous les hommes du roi, Bordeaux, Monsieur Toussaint Louverture, coll. « Les grands animaux », 2017  (ISBN 979-10-90724-38-9)
- World Enough and Time (1950) Publié en français sous le titre Le Grand Souffle, traduit par Jean-Gérard Chauffeteau et Gilbert Vivier, Paris, Stock, 1955
- Band of Angels (1955) Publié en français sous le titre L'Esclave libre, traduit par Jean-Gérard Chauffeteau et Gilbert Vivier, Paris, Stock, 1957 ; réédition, Paris, Phébus, coll. « D'aujourd'hui. Étranger », 1998  (ISBN 2-85940-529-1) ; réédition, Paris, Phébus, coll. « Libretto » no 50, 2000  (ISBN 2-85940-660-3)
- The Cave (1959) Publié en français sous le titre La Caverne, traduit par Connie Fennell, Paris, Stock, 1960
- Wilderness: A Tale of the Civil War (1961) Publié en français sous le titre La Grande Forêt, traduit par Jean-Gérard Chauffeteau et Gilbert Vivier, Paris, Stock, 1962 ; réédition, Paris, Stock, coll. « Bibliothèque cosmopolite » no 96, 1994  (ISBN 2-234-02134-0) ; réédition, Paris, Points, 2017  (ISBN 978-2-7578-6574-3)
- Flood: A Romance of Our Time (1964) Publié en français sous le titre Les eaux montent, traduit par Antoine Gentien, Paris, Stock, 1965
- Meet Me in the Green Glen (1971) Publié en français sous le titre Les Rendez-vous de la clairière, traduit par Robert André, Paris, Stock, 1972 ; réédition, Arles, Actes Sud, coll. « Babel » no 197, 1996  (ISBN 2-7427-0695-X) ;  réédition, Paris, Les Belles Lettres, coll. « Domaine étranger » no 39, 2018  (ISBN 2-251-44784-9)
- A Place to Come to (1977) Publié en français sous le titre Un endroit où aller, traduit par Anne-Marie Soulac, Paris, Stock, coll. « Nouveau cabinet cosmopolite », 1979  (ISBN 2-234-00755-0) ; réédition, Arles, Actes Sud, coll. « Babel » no 28, 1991  (ISBN 2-86869-662-7)

### Ouvrages de littérature d'enfance et de jeunesse
- Remember the Alamo! (1958)
- The Gods of Mount Olympus (1959)
- How Texas Won Her Freedom (1959)

### Autres publications
- John Brown: The Making of a Martyr (1929)
- Old and Blind (1931)
- Thirty-Six Poems (1936)
- An Approach to Literature (1938), avec Cleanth Brooks et John Thibaut Purser.
- Understanding Poetry (1939), avec Cleanth Brooks.
- Eleven Poems on the Same Theme (1942)
- Understanding Fiction (1943), avec Cleanth Brooks.
- Selected Poems, 1923–1943 (1944)
- Melville the poet (1946)
- Blackberry Winter: A Story Illustrated by Wightman Williams (1946)
- The Circus in the Attic, and Other Stories (1947) Publié en français sous le titre Le Grenier de Bolton Lovehart, traduit par Pierre Girard, Paris, Chambon/Le Rouergue, coll. « Nouvelles du monde » no 8, 2004  (ISBN 2-84156-596-3)
- Fundamentals of Good Writing: A Handbook of Modern Rhetoric (1950), avec Cleanth Brooks.
- Brother to Dragons: A Tale in Verse and Voices (1953)
- Segregation: The Inner Conflict in the South (1956) Publié en français sous le titre Ségrégation. Essai sur le problème noir en Amérique, traduit par Jean-Luc Salvador, Paris, Stock, 1957
- Promises: Poems: 1954–1956 (1957)
- Selected Essays (1958)
- All the King's Men: A Play (1960)
- You, Emperors, and Others: Poems 1957–1960 (1960)
- The Legacy of the Civil War (1961) Publié en français sous le titre L'Héritage de la guerre civile, traduit par Pierre Singer, Paris, Stock, 1962
- Who Speaks for the Negro? (1965), essai sur des leaders noirs, dont Malcolm X et Martin Luther King.
- Selected Poems: New and Old 1923–1966 (1966)
- Incarnations: Poems 1966–1968 (1968)
- Audubon: A Vision (1969).
- Homage to Theodor Dreiser (1971)
- John Greenleaf Whittier's Poetry: An Appraisal and a Selection (1971)
- American Literature: The Makers and the Making (1974), avec Cleanth Brooks et R.W.B. Lewis
- Or Else: Poem/Poems 1968–1974 (1974)
- Democracy and Poetry (1975)
- Selected Poems: 1923–1976 (1977)
- Now and Then: Poems 1976–1978 (1978)
- Brother to Dragons: A Tale in Verse and Voices - A New Version (1979)
- Being Here: Poetry 1977–1980 (1980)
- Jefferson Davis Gets His Citizenship Back (1980)
- Rumor Verified: Poems 1979–1980 (1981)
- Chief Joseph of the Nez Perce (1983).
- New and Selected Poems: 1923–1985 (1985)
- Portrait of a Father (1988)
- New and Selected Essays (1989)
- The Collected Poems (1998), édition de John Burt
- All the King's Men: Three Stage Versions (2000), édition de James A. Grimshaw, Jr. et James A. Perkins
- All the King's Men: Restored Edition (2002), édition de Noel Polk

## Adaptations

### Au cinéma
- 1949 : Les Fous du roi (All the King's Men), film américain réalisé par Robert Rossen
- 1957 : L'Esclave libre (Band of Angels), film américain réalisé par Raoul Walsh
- 2006 : Les Fous du roi (All the King's Men), film américain réalisé par Steven Zaillian

### À la télévision
- 1958 : Les Fous du roi (All the King's Men), téléfilm américain réalisé par Sidney Lumet
- 1999 : Les Fous du roi (All the King's Men), téléfilm britannique réalisé par Julian Jarrold

## Sur Robert Penn Warren
Il n’existait jusqu’à présent aucun ouvrage francophone sur Robert Penn Warren. En 2023 paraît la traduction de la biographie de référence américaine écrite par Joseph Blotner, Robert Penn Warren : une biographie (trad. Thibaut Matrat), Séguier/Perrin (ISBN 978-2840499480).